# Butyrea
Butyrea Miettinen – rodzaj grzybów z rodziny ząbkowcowatych (Steccherinaceae).

## Systematyka i nazewnictwo
Pozycja w klasyfikacjiSteccherinaceae, Polyporales, Incertae sedis, Agaricomycetes, Agaricomycotina, Basidiomycota, Fungi (według Index Fungorum).

## Charakterystyka
Grzyby kortycjoidalne o owocniku rozpostartym. Hymenofor rurkowaty, pory drobne, w liczbie 4–8 na mm, żółtawe. System strzępkowy dimityczny, strzępki ze sprzążkami, szkieletowe wąskie i faliste, o szerokości przeważnie mniejszej od 2,5 μm, średnio cyjanofilne. Cystydy dwóch rodzajów: w hymenium i na dnie rurek cienkościenne gleocystydy oraz maczugowate, inkrustowane, średnio lub grubościenne strzępki o wymiarach do 25–50 × 10–18 µm. Bazydiospory cylindryczne, proste, 4–5 × 1,7–2,3 µm, gładkie, cienkościenne, nieamyloidalne i niedekstrynalne.
Butyrea jest blisko spokrewniona z Antrodiella, ale różni się obecnością gleocystyd i szkieletocystyd. Wykazuje również pewne podobieństwa z gatunkami o rurkowatym hymenoforze z rodzaj Steccherinum, u których jednak nie występują gleocystydy.
Gatunki
- Butyrea japonica (Núñez & Ryvarden) Miettinen & Ryvarden 2016,
- Butyrea luteoalba (P. Karst.) Miettinen 2016 – tzw. porokolczak żółtawobiały

Wykaz gatunków i nazwy naukowe na podstawie Index Fungorum.
Gatunki występujące w Polsce
W Polsce stwierdzono występowanie Butyrea luteoalba (opisanego jako Irpex luteoalbus).